# Anastatus mancus
Anastatus mancus är en stekelart som först beskrevs av Girault 1915.  Anastatus mancus ingår i släktet Anastatus och familjen hoppglanssteklar. Inga underarter finns listade i Catalogue of Life.